# Kvarnbergsvattnet
Kvarnbergsvattnet er en sø i Strömsunds kommun, Jämtlands län i Jämtland i Sverige. Den er beliggende mellem den norske grænse og Gäddede. Søens overflade ligger på 303-313 moh. og den er en del af Ströms Vattudal. Ved dens bredder ligger ud over byen Gäddede også Lövvik, Rydning, Havdarstången, Bränna, Viken, Mon, Sandnäset, Kyrkbollandet og Lermon. Mange af nybyggerne som kom til området i 1700-tallet var nordmænd.
Navnet Kvarnbergsvattnet kommer fra Kvarnstensberget hvor der i ældre tider blev brudt møllesten. Søen blev reguleret til vandkraftanlæg første gang i 1940 og derefter definitivt i 1950.

## Eksterne kilder og henvisninger
- Fakta om Kvarnbergsvattnet Östersundsposten 2006 hentet april 2008